# Windows Live
Windows Live (zastąpiony serwisem Outlook.com) – serwis internetowy zbudowany przez firmę Microsoft. Serwis został uruchomiony 1 listopada 2005. Aktualnie ze strony głównej, Live Safety Center (niewspierane), Live Messengera (zastąpione przez Skype) oraz Live Favorites (niewspierane) można korzystać bez żadnych zobowiązań.
Jednakże MSN nadal istnieje obok Windows Live jako sposób dostarczania treści zaprogramowanych (w przeciwieństwie do dostosowanych treści i komunikacji). Chociaż nowe marki mogą sugerować bliższe techniczne więzi z systemem operacyjnym Microsoft Windows i usługami, dostępne są oddzielnie.
Zachodzące zmiany w nazewnictwie usług MSN (MSN Hotmail na Windows Live Hotmail, MSN Messenger na Windows Live Messenger) mogą sugerować początki zastępowania portalu MSN portalem Windows Live.
Oprócz Windows Live, która jest skierowana do użytkowników indywidualnych, istnieją także usługi firmy Microsoft, które pod marką „Live” skierowane są do przedsiębiorców i większych grup użytkowników. Są to m.in.: Microsoft Office Live dla małych firm, Xbox Live – platforma gier wieloosobowych, czy też Games for Windows – Live usługa gier wieloosobowych dla systemu Microsoft Windows.

## Usługi i aplikacje Windows Live

### Strona główna
Strona główna zawiera wyszukiwarkę Bing (dawniej Windows Live Search) oraz personalizowaną treść pod nią, taką jak czytnik RSS oraz gadżety: OneCare Safety Scanner oraz Poczta Live Hotmail.
Bliźniaczo podobna do innego projektu Microsoftu, „start.com”.

### Live Hotmail
To serwis webmail, oferujący podobną funkcjonalność do poczty Gmail. Zastąpił MSN Hotmail. Początkowo nazywał się Windows Live Mail, jednak nazwę zmieniono na Windows Live Hotmail ze względu na przywiązanie użytkowników do nazwy Hotmail. (teraz Outlook)

### Live Mail
Windows Live Mail (teraz Outlook) to klient pocztowy pozwalający czytać i redagować wiadomości e-mail. Jest następcą klientów pocztowych Microsoft Outlook Express (Windows XP) i Windows Mail (Windows Vista). Jego zalety to pełna integracja z usługą pocztową Hotmail, filtr antyphishingowy i antyspamowy, nowy sposób zapisywania plików z wiadomościami, ulepszone przeszukiwanie treści e-maili (wymagana jest instalacja programu Windows Search Dektop), czytnik RSS.

### Live Safety Center (beta)
To mini-portal Microsoftu dotyczący zagadnienia bezpieczeństwa. Większość funkcji portalu jest dostępnych tylko dla Windows Internet Explorera, ponieważ inne przeglądarki nie posiadają funkcji obsługi ActiveX.

### Live Favorites (beta)
Umożliwia dostęp do ulubionych w każdym miejscu na ziemi, dzięki wykorzystaniu Live ID. Wyposażona w funkcję importu ulubionych z Windows Internet Explorera.

### Live Messenger
Następca MSN Messenger. Windows Live Messenger (niewspierany) umożliwia m.in. rozmowy VoIP i Video, foldery udostępniania, rozmowy z użytkownikami komunikatora Yahoo! Messenger oraz rozmowy jak przez czat Facebooka. Jego następcą został Skype

### OneCare Live
OneCare Live to nowy program antywirusowy Microsoftu, dotychczas znany tylko pod nazwą Microsoft OneCare. Jednak ze względu na integrację nowych programów i stron Microsoftu, zmienił nazwę na Windows OneCare Live. Program przestał być rozwijany od 2008 roku. Został zastąpiony przez program antywirusowy Microsoft Security Essentials. (teraz Windows Defender)

### Live Mobile
Dzięki temu serwisowi można wyszukiwać informację przez każdą komórkę o dowolnym rozmiarze ekranu – wystarczy, by miała dostęp do WAP. Można wyszukiwać zdjęcia, mapy, pliki i wiele innych.

### Live Local (beta)
To serwis wyświetlający mapę świata (drogi, miasta). Spore podobieństwo do Google Maps. Zastąpiony obecnie przez Bing Maps.

### Office Live (beta)
Office Live to internetowa wersja pakietu biurowego Microsoft Office. Office Live jest udostępniany w trzech wersjach: Basic (darmowa), Collaboration (płatna), Essential (płatna).

### Live Writer
Windows Live Writer jest narzędziem umożliwiającym redagowanie bloga. Program pozwala redagować blogi m.in. Windows Live Spaces, WordPress. Blog można redagować za pomocą edytora WYSIWYG.

### Live Spaces
Następca MSN Spaces. Windows Live Spaces ma unowocześniony wygląd w stosunku do Msn Spaces oraz wiele innych usprawnień.

### Live Gallery
Serwis gromadzący dodatki i gadżety do Windows Live Toolbar, Windows Live Messenger, Desktop Search oraz Windows Sidebar.

### Live Photo Gallery
Następca Galerii Fotografii systemu Windows. Program do wyświetlania, katalogowania i prostej edycji zdjęć i plików graficznych. Umożliwia łatwe udostępnianie zdjęć w serwisach Live Spaces lub Flickr, prostą edycję plików graficznych poprzez zmianę kolorów, jasności, rozmiaru, ekspozycji, czy efektu czerwonych oczu. Za jego pomocą można katalogować pliki graficzne posiadane na dysku twardym na podstawie kilku kategorii takich jak nazwa, data, klasyfikacja. Możliwa jest także edycja informacji dotyczących zdjęcia.

### OneDrive(Dawniej: Live SkyDrive)
To wirtualny dysk, na którym można przechowywać pliki i mieć do nich dostęp z każdego komputera podłączonego do internetu.
Jest dostępny także dla użytkowników z Polski.
Pozwala na zamieszczenie do 5 GB danych. Dane można udostępniać konkretnym użytkownikom posiadającym Windows Live ID, lub udostępnić publicznie wszystkim chętnym.

### Live Mesh
Usługa oraz aplikacja umożliwiająca synchronizację danych pomiędzy wieloma urządzeniami oraz udostępniająca funkcjonalność zdalnego pulpitu.

### Live Movie Maker
Jest to aplikacja zastępująca wbudowany w system Windows program Movie Maker. Wykorzystano w niej interfejs oparty na wstęgach (Ribbon), używany m.in. w pakiecie Microsoft Office 2007.